# Nijniohirski
Nijniohirski (en (ucraïnès): Нижньогірський, en rus: Нижнегорский, Nijnegorski) és un assentament de tipus urbà (possiólok) de la República Autònoma de Crimea a Ucraïna, que el 2014 tenia 8.741 habitants. És la seu administrativa del districte homònim. Fins al 1944 la vila es deia Seitler.